# Calanthemis montium
Calanthemis montium là một loài bọ cánh cứng trong họ Cerambycidae.